# Catedrala Samtavisi
Samtavisi (în georgiană სამთავისი) este o catedrală georgiană ortodoxă din secolul al XI-lea situată în estul Georgiei, în regiunea de Shida Kartli, la aproximativ 45 km de capitala Tbilisi. Catedrala este acum unul dintre centrele Eparhiei de Samtavisi și Gori din cadrul Bisericii Ortodoxe georgiene. 
Catedrala este situată pe malul stâng al râului Lekhura, la aproximativ 11km de orașul Kaspi. Potrivit unei tradiții georgiene, prima mănăstire de pe acest loc a fost fondată de către misionarul asirian Isidore în 572 și reconstruită mai târziu în secolul al X-lea. Nici una dintre aceste clădiri nu au supraviețuit totuși. Cele mai vechi structuri existente datează din secolul al XI-lea, principalul edificiu fiind construit în 1030 așa cum se găsește pe inscripția dintr-o piatră, acum pierdută. Catedrala a fost construită de către un episcop local și de un arhitect iscusit Ilarion, care, de asemenea, a fost ctitorul bisericii din apropiere de la Ashuriani. Puternic afectată de o serie de cutremure, catedrala a fost parțial reconstruită în secolele al XV-lea și al XIX-lea. Excelenta fațadă de este decorată este singura care a supraviețuit din structura originală. 
Catedrala Samtavisi  este caracterizată de o structură cruciformă particulară care constituie un exemplu pentru alte arhitecturi religioase ale Georgiei medievale. La exterior se distinge prin utilizarea generoasă a a unui tip de arcade compuse dintr-o serie de arcade de mici dimensiuni. Poziția internă a absidelor este marcată de cotloane adânci în perete. În contrast cu biserici timpurii georgiene, tamburul cupolei este mai înalt surmontat de un acoperiș conic. Cea mai rotunjită parte a bisericii este fațada de est, alcătuită de cele cinci arcade și dominată de cele două nișe și scos în evidență de un motiv în cruce.
În afara bisericii principale, complexul Samtavisi include o reședință cu două etaje a episcopului grav avariată, o biserică mică (5.8х3.2m) și un turn-clopotniță de trei etaje (5.7х7.3m) anexată unui gard înalt de 3-5m din piatră și cărămidă. Toate aceste structuri datează din secolele al XVII-lea - al XVIII - lea. 